# إيروفلوت الرحلة 892
رحلة إيروفلوت رقم 892 كانت رحلة ركاب دولية مجدولة من مينسك إلى برلين الشرقية، وقد تحطمت في 12 ديسمبر 1986 بسبب خطأ من الطيار، مما أسفر عن مقتل 72 من أصل 82 راكبًا وطاقمًا كانوا على متنها.

## الحادث
بسبب سوء الأحوال الجوية، حُوِّلت الرحلة المجدولة من مينسك إلى برلين الشرقية إلى براغ. وبعد تحسّن الظروف الجوية في برلين، أقلعت الطائرة مجددًا باتجاه وجهتها الأصلية. وعند الوصول، كانت الظروف لا تسمح إلا بهبوط عبر نظام الهبوط الآلي (ILS). منح برج المراقبة الإذن للطائرة بالهبوط على المدرج 25 الأيسر (25L)، غير أنه أثناء اقتراب الطائرة، أُضيئت أنوار المدرج 25 الأيمن (25R)، الذي كان مغلقًا في ذلك الوقت بسبب أعمال الصيانة.
أبلغ المراقب الجوي الطاقم عبر الراديو، باللغة الإنجليزية، بأن تشغيل الأضواء كان لأغراض اختبارية، لكن ضعف إجادة طاقم الرحلة للغة الإنجليزية أدى إلى سوء فهم الرسالة، حيث اعتقد مشغّل الراديو أن الإشارة تعني الهبوط على المدرج 25R.
عندها، فصل الطيار الطيار الآلي يدويًا وحوّل مسار الطائرة نحو المدرج 25R، الذي يقع على بُعد 460 مترًا إلى يمين المدرج الصحيح، وعلى مسافة 2200 متر أقرب إلى موقع الطائرة. لاحظ المراقبون الخطأ، إلا أن محاولات التحذير لم تصل إلى الطاقم في الوقت المناسب نتيجة انشغالهم في نقاش داخلي. كما أُوقفت إشارة نظام الهبوط الآلي خلال ذلك.
ما إن أدرك الطاقم الخطأ، حاولوا تعديل المسار سريعًا وأعادوا تشغيل الطيار الآلي، ولكن دون زيادة قوة الدفع في المحركات، ما أدى إلى فقدان الرفع ودخول الطائرة في حالة سقوط (stall). ارتطمت الطائرة بالأشجار على بُعد نحو 3 كيلومترات من بداية المدرج 25L، وانفجر الوقود في الخزانات عند الاصطدام، ما أدى إلى اندلاع حريق استمر لساعات ودمّر الطائرة بالكامل.
عُثر على 12 ناجيًا، توفي اثنان منهم لاحقًا في المستشفى، ليبلغ عدد الضحايا 72 شخصًا من بين 82 كانوا على متن الطائرة، من بينهم جميع أفراد الطاقم التسعة و63 راكبًا، منهم 20 طالبًا من أصل 27 من طلاب الصف العاشر في مدرسة شفيرين الثانوية.